# Гавшонки
 Гавшонки  — деревня в Кирово-Чепецком районе Кировской области в составе Пасеговского сельского поселения.

## География
Расположена на расстоянии примерно 1 км по прямой на юго-запад от центра поселения села Пасегово.

## История
Известна с 1670 года как деревня Посажениковская с 4 дворами, в 1764 34 жителя. В 1873 году в деревне Посаженниковская (Гавшонки) дворов 7 и жителей 47, в 1905 (Покидышевская или Говшенки) 13 и 90, в 1926 (Гавшенки или Посаженниковская) 13 и 88, в 1950 12 и 89, в 1989 постоянных жителей уже не было. Настоящее название утвердилось с 1950 года.

## Население
Постоянное население составляло 0 человек в 2002 году, 1 в 2010.